# Шишкина нива
«Сосновый бор „Шишкина нива“» — ландшафтный памятник природы регионального значения, расположенный на левом берегу реки Мологи у северо-восточной окраины города Устюжны Вологодской области, созданный с целью сохранения природных ландшафтов и редких и исчезающих видов растений.

## История создания
Урочище «Сосновый бор „Шишкина нива“» получило статус регионального памятника природы в соответствии с Решением исполнительного комитета Вологодского областного совета народных депутатов от 29.01.1963 № 98. Согласно документу на территории памятника был введён запрет на рубку леса, добычу полезных ископаемых, пастьбу животных, сооружение дорог и построек, а также иные виды использования природных ресурсов.

## Описание
Памятник природы «Сосновый бор „Шишкина нива“» представляет собой типичный для естественного состояния Молого-Судского ландшафтного района южнотаёжный комплекс надпойменных речных террас. Для него характерно значительное разнообразие типов растительного покрова: заливной и суходольный луга, еловые и сосновые леса на надпойменных террасах. Наиболее ценной и красивой частью памятника является сосновый бор из деревьев полуторавекового возраста с наземным покровом из лишайников, расположенный в верхней части склона долины Мологи.
Среди редких и исчезающих видов растений на территории памятника природы произрастает занесённая в Красную книгу Вологодской области кадения сомнительная.